# Wolfgang Scheuer
Wolfgang Scheuer (* 1935) ist ein deutscher Rechtsanwalt und Sportfunktionär.

## Leben
Der promovierte Jurist ist als Anwalt für Steuerrecht in München niedergelassen. In den 1970er Jahren begann er Golf zu spielen und veröffentlichte Artikel in Golf-Fachzeitschriften. Später führte er für Golfvereine Seminare zur Gemeinnützigkeit durch.
Auf Bitte von Jan Brügelmann, dem Präsidenten des Deutschen Golf-Verbandes (DGV), rückte er in das Präsidium des DGV auf. Er war ab 1982 Schatzmeister, später Vizepräsident. Von 1994 bis April 2010 war er Präsident. In seiner Amtszeit erhöhte sich die Zahl der Golfspieler in Deutschland von 225.000 auf knapp 600.000. Der Verband wandelte sich zu einem modernen Dienstleister für seine Mitglieder. Nach der Intensivierung der Jugendförderung wurde der Golfsport 2007 als damals einzige nichtolympische Sportart in das Programm „Jugend trainiert für Olympia“ aufgenommen. Zur Stärkung des Umweltbewusstseins rief er 2005 das Projekt Golf & Natur ins Leben, an dem inzwischen mehr als 120 Golfanlagen teilnehmen. Außerdem wurde der Verein der clubfreien Golfer (VcG), der Verband der Betreibergesellschaften und die Professional Golfer Association (PGA) of Germany in den DGV integriert.
Auf internationaler Ebene war er von 1997 bis 2001 Mitglied im R&A Rules Committee und von 2004 bis 2012 im R&A Amateur Status Committee.

## Ehrungen
- 2012: Verdienstkreuz am Bande der Bundesrepublik Deutschland
- Ehrenpräsident des Deutschen Golf-Verbandes